# مرکز ارتباطات و امور بین‌الملل شهرداری تهران
مرکز ارتباطات و روابط بین‌الملل شهرداری تهران سازمان شهری زیر مجموعه شهرداری تهران است که مأموریت دیپلماسی شهری، ارتباطات رسانه‌ای و رصد و پیگیری مطالبات شهروندی و نیز پاسخ‌گویی به افکار عمومی را به عهده دارد. همچنین مسئولیت اطلاع‌رسانی مجموعه فعالیت‌ها و اقدام‌های شهرداری تهران و زمینه‌سازی و تعامل با مجامع جهانی مدیریت شهری را عهده‌دار است. از پاییز ۱۴۰۰ تاکنون مسئولیت این سازمان مدیریت شهری بر عهده عبدالمطهر محمدخانی است.

## معرفی
شورای اسلامی شهر تهران، نهاد قانون‌گذار و ناظر بر مدیریت شهری و شهرداری تهران، در برنامه پنج‌ساله سوم توسعه شهر تهران (۱۴۰۲–۱۳۹۸) مرکز ارتباطات و امور بین‌الملل را به انجام مأموریت دیپلماسی شهری پویا و ارتباطات رسانه‌ای اثربخش موظف کرده‌است.این سازمان شهرداری از چهار معاونت، روابط عمومی، رسانه، امور بین‌الملل و تبلیغات و انتشارات تشکیل شده‌است. همچنین بخش دیگر این سازمان، تشکیلات اجرایی و حوزه ریاست،
تاریخچه
نخستین‌بار سازمان ارتباطات در شهرداری تهران در نیمه دوم دهه چهل خورشیدی بنیاد نهاده می‌شود. سال ۱۳۴۶ واحد روابط عمومی به عنوان نهاد مستقل و زیر نظرشهرداری وقت تهران تأسیس شده‌است. اواخر دهه پنجاه خورشیدی دفتر روابط عمومی در ساختار سازمانی شهرداری تهران تثبیت می‌شود. سال ۱۳۶۷ دفتر روابط عمومی در ساختار سازمانی به اداره کل ارتقاء یافت.
مدیران پیشین
در فهرست زیر مدیران مرکز ارتباطات و روابط بین‌الملل از سال ۱۳۸۵ تا۱۴۰۰ فهرست شده‌است.
| نام                                      | مدت مسئولیت                                         | شهردار             | منابع                              |
| عبدالمطهر محمدخانی مهدی مذهبی            | مهرماه ۱۴۰۰ -تااکنون شهریورماه تا مهرماه ۱۴۰۰       | علیرضا زاکانی      | [ ۳ ] [ ۵ ] [ ۱۵ ] [ ۱۶ ]          |
| غلامحسین محمدی                           | خرداد ۱۳۹۸ تا مهرماه ۱۴۰۰                           | پیروز حناچی        | [ ۱۷ ] [ ۱۸ ]                      |
| محمدعلی کریمی پوریا سوری                 | تیرماه ۱۳۹۷ تا مهرماه ۱۳۹۷ مهرماه ۱۳۹۷ تا ؟         | سید محمدعلی افشانی | [ ۱۹ ] [ ۲۰ ]                      |
| امین عارف‌نیا                             | شهریور ۱۳۹۶ تا تیرماه ۱۳۹۷                          | محمدعلی نجفی       | [ ۲۱ ] [ ۲۲ ]                      |
| شهرام گیل‌آبادی نامدار صداقت علیرضا جدایی | بهمن‌ماه ۱۳۹۲ تا ؟ ؟ تا بهمن‌ماه ۱۳۹۲ مرداد ۱۳۸۵ تا ؟ | محمدباقر قالیباف   | [ ۲۳ ] [ ۲۴ ] [ ۲۵ ] [ ۲۶ ] [ ۲۷ ] |

## وظایف و ماموریت‌ها
بر اساس برنامه پنج ساله سوم توسعه شهر تهران (۱۴۰۲–۱۳۹۸) مصوب شورای اسلامی تهران، مرکز ارتباطات و امور بین‌الملل مبتنی بر دو راهبرد «یکپارچگی ارتباطی در حوزه دیپلماسی شهری» و «تقویت و ساماندهی حوزه رسانه و ارتباطات شهری» به انجام سیاست‌های زیر مکلف شده‌است.
- طراحی و تدوین اقلام راهبردی، تبلیغاتی و اطلاع‌رسانی بین‌المللی برای شهرداری (ماده ۴)
- بازنگری و اصلاح وضعیت ساختاری و عملکردی حوزه‌های بین‌المللی (ماده ۶)
- توسعه دیپلماسی شهری اثر بخش و کارآمد (ماده ۴)
- تدوین و تولید اقلام راهبردی و تبلیغاتی (ماده ۸۱)
- بسط پاسخگویی و تعامل با مراجع مختلف (ماده ۸۱)
- توسعه و ارتقای کارکردهای ارتباطی و رسانه‌ای شهرداری (ماده ۸۱)

## ساختار سازمانی
مرکز ارتباطات و امور بین‌الملل شهرداری دربرگیرنده چهار معاونت و تشکیلات حوزه ریاست است. معاونت‌های چهارگانه از روابط عمومی، رسانه، امور بین‌الملل و تبلیغات و انتشارات تشکیل شده‌است. همچنین شرکت پیام‌رسا نیز از مجموعه‌های زیر نظر این نهاد شهرداری تهران است.
حوزه ریاست
حوزه ریاست مرکز به عنوان مجموعه اجرایی و پشتیبانی مرکز ارتباطات، علاوه بر هماهنگی و برنامه‌ریزی داخلی، ارتباطات، هماهنگی‌های برون سازمانی را نیز بر عهده دارد. برخی از وظایف این نهاد به شرح زیر است.
- سیاستگذاری و برنامه‌ریزی و نظارت بر فرایند ارتباط و تعامل دو سویه شهرداری تهران با شهروندان و سایر مخاطبان.
- توسعه ارتباطات بین فردی و انسانی در حوزه بین‌الملل و فضاهای شهری با مشارکت نخبگان فرهنگی، اجتماعی و هنری
- بازنگری در مأموریت‌ها و برنامه‌های روابط عمومی و امور بین‌الملل معاونت‌ها، سازمان‌ها، مناطق و نواحی شهرداری تهران.

### معاونت روابط عمومی
روابط عمومی در شهرداری تهران به عنوان سازمان اصلی ارتباط بین مدیران، کارکنان مدیریت شهری و شهروندان است. با شکل‌گیری ساختار جدید مرکز ارتباطات و امور بین‌الملل معاونت روابط عمومی با رویکرد ایجاد وحدت رویه، هماهنگی و انسجام در اجرای سیاست‌های ارتباطی و مأموریت‌های، روابط عمومی‌های واحدهای تابعه شهرداری تهران، ایجاد شده‌است. رئوس فعالیت‌های این معاونت در سه حوزه سیاست‌گذاری و برنامه‌ریزی، هماهنگی، نظارت و ارزیابی خلاصه می‌گردد. این معاونت از چهار اداره «هماهنگی امور مناطق، معاونت‌ها، سازمان‌ها و شرکت‌ها»، «اداره ارتباطات اجتماعی»، «اداره ارتباطات و افکار عمومی» و «اداره تشریفات» تشکیل شده‌است. برگزاری نشست‌های دوره‌ای دورنگاه ارتباطات شهر تهران از اقدام‌های مستمر این معاونت در تحقق ایده‌های ارتباطی است.
برخی از مهم‌ترین وظایف و مأموریت‌های این معاونت شامل موارد ذیل است:
- توسعه ارتباطات بین فردی با مشارکت نخبگان اجتماعی، ارتباطات شهروندی
- مدیریت و بارگذاری اخبار در پرتال مرکز ارتباطات و امور بین‌الملل
- ارتباطات و همکاری‌های بین شهری (کلان‌شهرها)
- انجام نظرسنجی ادواری از شهروندان و کارکنان شهرداری تهران
- مدیریت انجمن‌های اجتماعی کارکنان شهرداری تهران نظیر انجمن ادبی
- مشارکت و همکاری با سازمان‌های مردم نهاد تخصصی و غیر تخصصی
- پیگیری ویژه درخواست‌های شهروندان

### معاونت رسانه
در راستای سیاست‌ها و برنامه‌های کلان شهرداری تهران، معاونت رسانه مرکز ارتباطات و بین‌الملل شهرداری تهران با رویکرد سه‌گانه «مخاطب»، «رسانه» و «پیام»، فعالیت خود را در سه قالب «اطلاع‌رسانی و آگاهی بخشی»، «ارتباط با رسانه‌ها» و «رصد و تحلیل اخبار» سازمان‌دهی و متمرکز نموده‌است. مدیریت پایگاه خبری شهر از جمله رسانه‌های زیر نظر این معاونت است. برخی از مهم‌ترین وظایف و ماموریت‌های این معاونت شامل موارد ذیل است:
- اطلاع‌رسانی و آگاهی‌بخشی عمومی و تخصصی به عموم شهروندان و نخبگان نسبت به مأموریت‌ها و وظایف مدیریت شهری
- آگاهی‌بخشی عمومی و تخصصی به شهروندان دربارهٔ مسئولیت‌ها و تکالیف شهروندی.
- تحکیم و تقویت ارتباط چند سویه (تعاملی) بین مدیریت شهری با شهروندان، نخبگان و رسانه‌ها به عنوان نمایندگان افکار عمومی
- استفاده از ظرفیت شبکه رسانه‌ای کشور برای اطلاع‌رسانی و آگاهی بخشی نسبت به عملکردهای مدیریت شهری و جلب مشارکت آنها.
- ساماندهی و انتظام چرخه رسانه‌ای شهرداری تهران.
- نظم‌بخشی به شرایط موجود و بهره‌گیری از ظرفیت رسانه‌ای شهر تهران.
- راه‌اندازی ظرفیت‌های جدید در قالب رسانه‌های تعاملی و مخاطب محور
- اطلاع‌رسانی، آگاه‌سازی، رصد و تحلیل رسانه‌ای در حوزه شهر و شهروندان.
- استفاده از امکانات و توانمندی‌های موجود در راستای نیل به اهداف کلان مدیریت شهری

### معاونت امور بین‌الملل
معاونت امور بین‌الملل مسئولیت ارتباط‌های خارجی و تعامل با دیگر کلان‌شهرهای جهان و همچنین سازمان‌های جهانی مدیریت شهری را بر عهده دارد. فعالیت‌هایش را با اداره‌های «امور سازمان‌ها و مجامع تخصصی بین‌المللی»، «ارتباطات و بررسی‌های تطبیقی» «روابط و همکاری‌های خارجی» دنبال می‌کند. برگزاری رویداد سالانه خشت طلایی نیز از دیگر فعالیت‌های این معاونت است.
جایزه خشت طلایی
این رقابت و رویداد بین‌المللی در حوزه مدیریت شهری است. خشت طلایی رقابتی در حوزه ایده‌های خلاقانه شهری به ابتکار و مدیریت مرکز ارتباطات و امور بین‌الملل شهرداری تهران از سال ۱۳۹۳ بنیان گذاشته شده‌است. مراسم پایانی آن و معرفی ایده‌های خلاقانه و متمایز مدیریت شهری هر سال روز نهم آبان‌ماه برابر با سی‌ویک اکتبر همزمان با روز جهانی شهرها در تهران برگزار می‌شود. پنجمین دوره این رقابت زمستان ۱۳۹۹ برگزار شده‌است. در گزارش‌هایی اعلام شده بود که از دوره پنجم رقابت خشت طلایی، از رویدادهای حوزه مسائل شهری است که در تقویم جهانی نیز قرار گرفته‌است. مستند به گزارش‌هایی این اتفاق به افزایش ضریب نفوذ شهرداری تهران در سازمان‌های جهانی کمک می‌کند. پل طبیعت در تهران از جمله پروژه‌های مطرح برگزیده این رقابت است.
ماموریت‌ها و ظایف
برخی از ماموریت‌ها و وظایف این نهاد به شرح زیر است.
- سیاست‌گذاری، برنامه‌ریزی، اجرا و نظارت بر فرایندها و خروجی‌های مربوط به تمامی سطوح و ابعاد روابط بین‌الملل و دیپلماسی شهری تهران در چارچوب سیاست‌ها و برنامه‌های کلی مدیریت شهری تهران
- فعالیت در زمینه تبلیغ، برندسازی و تصویرسازی مثبت و شایسته از کلان‌شهر تهران به عنوان پایتخت جمهوری اسلامی ایران در محیط بین‌المللی و در میان سایر شهرهای جهان در چارچوب سیاست‌ها و برنامه‌های کلی مدیریت شهری تهران
- سیاست‌گذاری، برنامه‌ریزی، اجرا و نظارت بر دیپلماسی رسانه‌ای خارجی شهرداری تهران در چارچوب سیاست‌ها و برنامه‌های کلی مدیریت شهری و ارتباطات رسانه‌ای شهرداری تهران
- تلاش در زمینه تحقق آرمان‌های سند چشم‌انداز و طرح جامع تهران برای تبدیل تهران به یک کلان‌شهر جهانی در ارتباط تنگاتنگ با سایر حوزه‌ها، بخش‌ها و واحدهای شهرداری تهران در چارچوب سیاست‌ها و برنامه‌های کلی مدیریت شهری تهران
- شناخت، ظرفیت‌سازی، سیاست‌گذاری، برنامه‌ریزی و نظارت بر نحوه تعامل با نهادها و سازمان‌های بین‌المللی تخصصی در امور مدیریت شهری با شهری
- تلاش، فعالیت و زمینه‌سازی برای جذب منابع، سرمایه مادی، دانش فنی و گردشگر خارجی در محدوده توانمندی‌ها و اختیارات موجود در شهر و شهرداری تهران
- شناخت ظرفیت‌ها و ایجاد رابطه و توسعه همکاری با ایرانیان مقیم خارج از کشور دارای تخصص در حوزه‌های مختلف مدیریت شهری
- سیاست‌گذاری، برنامه‌ریزی و نظارت بر فرایند مأموریت‌ها و سفرهای خارجی مدیران و کارکنان شهرداری تهران
- سیاست‌گذاری، برنامه‌ریزی و نظارت بر فرایند دعوت و پذیرش هیئت‌ها و طرف‌های خارجی در شهرداری تهران
- ایجاد ارتباط و همکاری در زمینه رسیدگی به مسائل و مشکلات شهری سفارت‌خانه‌ها، نمایندگی‌های سیاسی و شهروندان خارجی مستقر در تهران در چارچوب مأموریت‌ها و وظایف مدیریت شهری و سیاست‌ها، ضوابط و مقررات حاکم بر دستگاه رسمی سیاست خارجی و دیپلماسی کشور

### معاونت تبلیغات و انتشارات
اهمیت و حجم برنامه‌های تبلیغاتی، انتشاراتی، فرهنگی و هنری مدون و مصوب شهرداری تهران، علت اصلی ایجاد معاونت تبلیغات و انتشارات در مرکز ارتباطات و امور بین‌الملل بود. این معاونت با رویکرد نظارت بر حسن اجرای فعالیت‌های تبلیغاتی و فرهنگی در سطح شهر و مبتنی بر اهداف شهرداری شکل گرفت. «تبلیغات»، «تولیدات» و «دیداری و شنیداری» اداره‌های سه‌گانه این معاونت هستند. فرایند اجرایی و عملیاتی معاونت تبلیغات و انتشارات، بر محور اعتلا ترویج فرهنگ شهروندی، از سیاست‌گذاری تا برنامه‌ریزی، هدایت، سازمان‌دهی، پشتیبانی و نظارت بر تبلیغات در سطح شهر را شامل می‌شود.
این معاونت به مناسبت یک صدمین سال تأسیس نهاد شهرداری در تهران، اقدام به انتشار مجموعه کتاب سده کرد. مجموعه کتب سده به منظور تقویت هویت تهران تدوین شد. در این مجموعه به هنرمندانی پرداخته شد که در شکل‌گیری هویت شهری تهران نقش برجسته‌ای طی یک سده گذشته داشتند. این مجمموعه شامل «صد سال نقاشی در تهران»، «صد سال عکاسی مناظر شهری»، «صد سال گرافیک در تهران»، «صد سال کاریکاتور در تهران»، «صد سال شعر در تهران» و «صد سال نویسندگی در تهران» است. برگزاری رقابت ادبی «جایزه داستان تهران» نیز از دیگر فعالیت‌های این معاونت بوده‌است.
برخی از مهم‌ترین وظایف و مأموریت‌های این معاونت شامل موارد ذیل است:
- تدوین و انتشار کتب و نشریات مناسب در جهت ارتقای فرهنگ شهروندی
- نظارت بر حوزه‌های طراحی، تحلیل محتوا و اجرای طرح‌های تبلیغاتی در واحدهای تابعه
- بررسی باز خورد و محاسبه ثمربخشی تبلیغات
- پوشش تبلیغی ساختمان‌ها و فضاهای عمومی شهرداری در تعظیم شعائر
- بزرگداشت ایام و مناسبت‌های ویژه
- انتشار کتب، لوح فشرده، بروشور و کاتالوگ به منظور معرفی شهرداری به شهروندان
- هماهنگی و نظارت بر امور تبلیغاتی و چاپی
- مشاوره در تمامی امور تبلیغاتی از جمله طراحی، اجرا، چاپ و نصب
- نظارت بر طرح تبلیغات محیطی سطح شهر